# Đức Ninh, Hàm Yên
Đức Ninh là một xã thuộc huyện Hàm Yên, tỉnh Tuyên Quang, Việt Nam.
Xã Đức Ninh có diện tích 22,23 km², dân số năm 1999 là 5741 người, mật độ dân số đạt 258 người/km².